# 踊場駅
踊場駅（おどりばえき）は、神奈川県横浜市泉区中田南一丁目にある、横浜市営地下鉄ブルーライン（1号線）の駅である。駅番号はB05。
第1出入口は同市戸塚区汲沢二丁目に位置しており、駅構内には戸塚区と泉区の区境を示す表示板も存在する。
関東の駅百選に認定されている。

## 概要

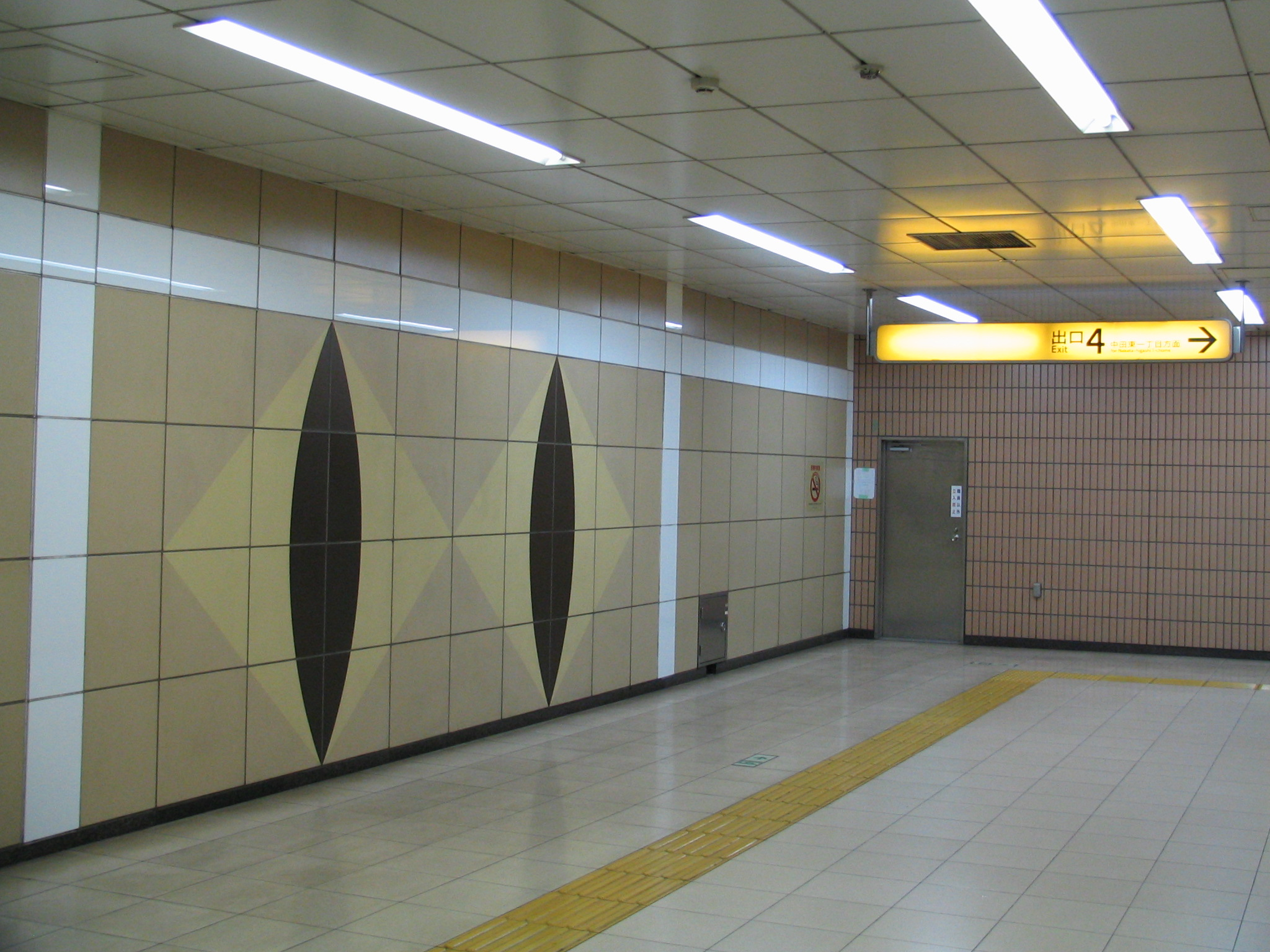
踊場駅4番出入口への通路にあるモニュメント

横浜市戸塚区と泉区の境界の泉区側で、幹線道路である神奈川県道22号横浜伊勢原線（長後街道）の踊場駅前交差点の地下にある。ブルーラインの標高最高地点で、駅周辺は横浜市戸塚区・泉区内でも標高がかなり高い場所である。駅前から県道を戸塚区側に少し下ると、天気がいい日にはみなとみらい21地区の横浜ランドマークタワーを望むことができる。また2番出入口には地下駐輪場が、4番出入口（横浜市踊場地域ケアプラザ）には地下鉄の踊場変電所も設置されている。
駅のデザインは、出入り口からコンコースまでの通路は「遊歩道」をテーマとし、壁面の仕上げ材に変化をつけて単調にならようにデザインされている。改札口付近は、地域の憩いの広場をイメージしたアーチ状の天井や、大型陶板タイル・結晶化ガラスなどにより、地域の自然や家並みが表現されている。また随所に猫をモチーフとしたデザインが施されている。改札口から4番出入口に向かって床に猫の足跡がつけられ、通路には猫の目を模した大型タイルの装飾が、踊場の天井・出入口のひさしには猫が踊る装飾が施されている。1・3番出入口には猫の耳を模した天窓が設けられている。また1番出入り口の外観には、猫の体を彷彿とさせるカーブがつけられている。
また開業当初は、駅構内の天井にパブリックアートとしてモビール「風 ―動きと輝き―」（Tim Prentice 作）が設置されていたが、現在は撤去されている。

## 歴史
- 1999年（平成11年）8月29日 - 開業[2][3]。
- 2000年（平成12年）- 関東の駅百選に選出される。
- 2007年（平成19年）8月 - ホームドアの使用開始[9]。
- 2012年（平成24年）5月11日 - docomo Wi-Fiによる、公衆無線LANサービスが開始される[10]。以降、2013年にかけてau Wi-Fi SPOT、ソフトバンクWi-Fiスポットでも同様のサービスが開始された[11]。
- 2015年（平成27年）7月18日 - ダイヤ改正により運転を開始した快速の停車駅に設定される（戸塚駅から湘南台方面は各駅に停車）[12]。同時に、昼間時に当駅始発・終着の普通電車が毎時2本ずつ運行される[13][14]。
- 2019年（令和元年）8月29日 - 当駅止まりの電車が折り返しのため引き上げ線に入ったところ、オーバーランにより引き上げ線の壁に激突する事故が発生[15]。
- 2021年（令和3年）2月22日 - 「猫の日」であるこの日から券売機で発券する乗車券等を、「踊る猫」デザインの台紙にリニューアル[16]。

### 駅名の由来
駅所在地の通称から。この地の通称は「またたびを食べた3匹の猫が踊っていた場所」とされる、地元に古くから伝わる「戸塚宿、猫の踊り場伝説」に由来するともいわれている。このため、駅のあちこちに猫のデザインが施されている。

## 駅構造
島式ホーム1面2線を有する地下駅。改札階は地下2階、ホーム階は地下4階にあり、エレベータ、エスカレータが設置されている。
2007年8月にホームドアを設置した。

### のりば
| 番線 | 路線         | 行先         |
| ---- | ------------ | ------------ |
| 1    | ブルーライン | 湘南台方面   |
| 2    | ブルーライン | あざみ野方面 |

- 上表の路線名は旅客案内上の名称（愛称）で記載している。

### 引き上げ線
湘南台方に引き上げ線があり、朝に横浜方面から当駅止まりの列車が存在する他、当駅からの上り始発列車が毎日運行されている。このため、2007年6月30日まで土曜・休日の横浜方面からの最終列車は当駅止まりとなっていたが、翌7月1日から湘南台行に延長された。2015年7月18日のダイヤ改正より当駅始発・終着の電車が日中毎時2本設定された。

### 駅構内施設
駅構内に売店は存在しない。地上には地域ケアプラザと福祉作業所が併設されている。

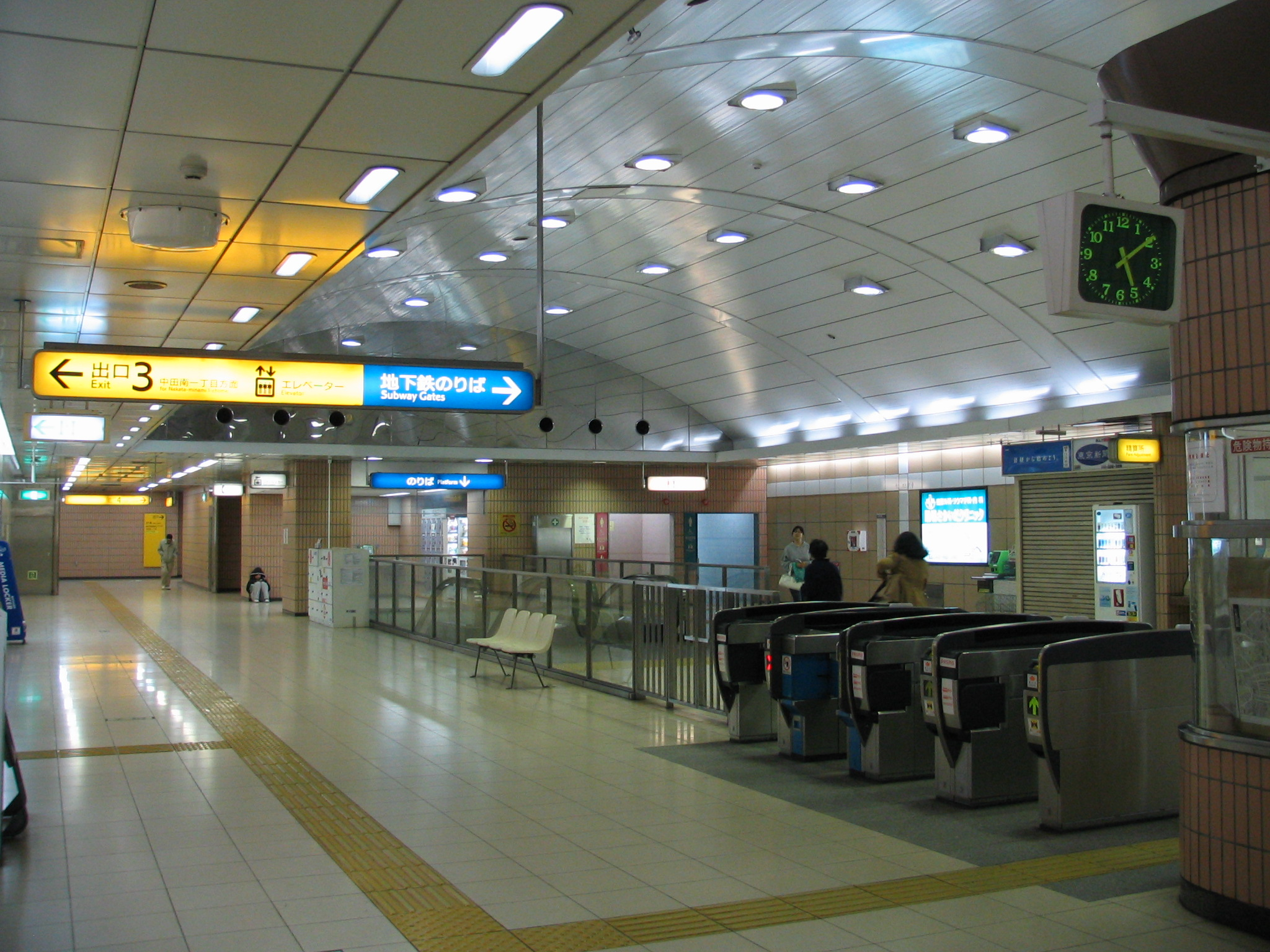
改札口
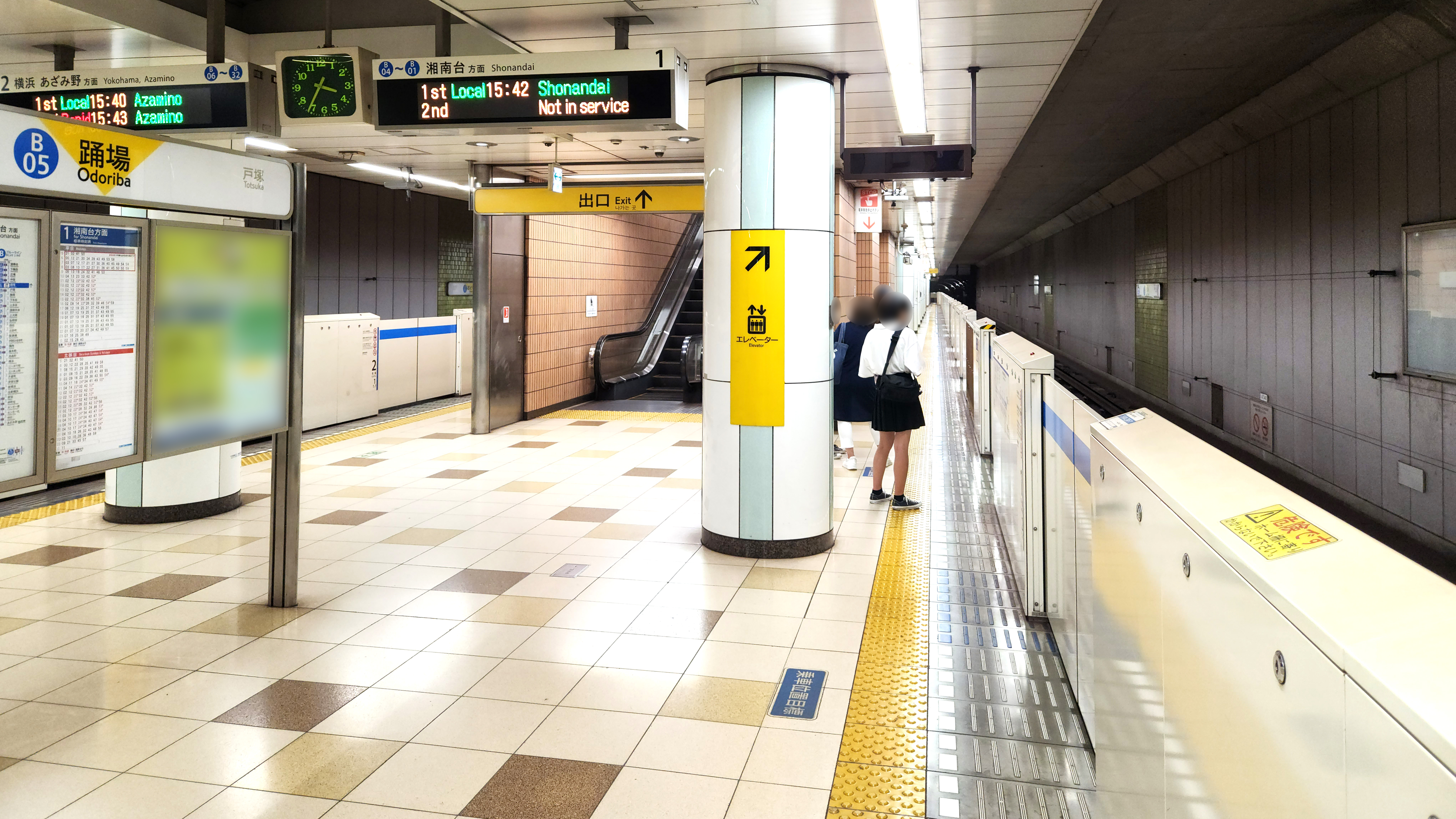
ホーム

## 利用状況

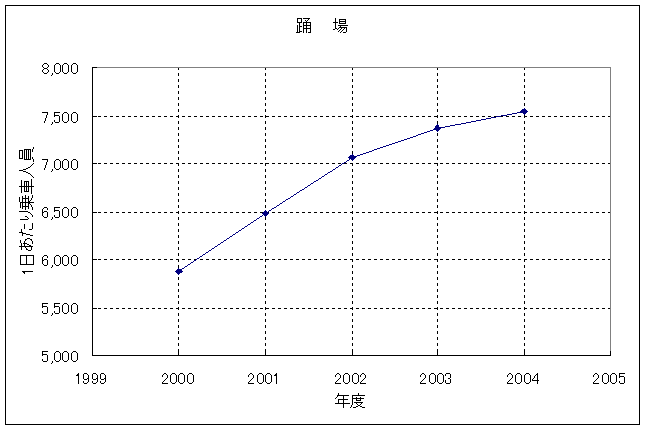
1日あたり乗車人員の推移

2023年（令和5年）度の1日平均乗降人員は17,097人（乗車人員：8,480人、降車人員：8,617人）である。
開業以来の1日平均乗降・乗車人員推移は下記の通り。
| 年度               | 1日平均 乗降人員 | 1日平均 乗車人員 | 出典     |
| ------------------ | ---------------- | ---------------- | -------- |
| 1999年（平成11年） | 6,205            | 3,105            | [ * 1 ]  |
| 2000年（平成12年） | 11,682           | 5,881            | [ * 1 ]  |
| 2001年（平成13年） | 12,907           | 6,482            | [ * 2 ]  |
| 2002年（平成14年） | 14,015           | 7,063            | [ * 3 ]  |
| 2003年（平成15年） | 14,635           | 7,349            | [ * 4 ]  |
| 2004年（平成16年） | 14,945           | 7,547            | [ * 5 ]  |
| 2005年（平成17年） | 15,155           | 7,629            | [ * 6 ]  |
| 2006年（平成18年） | 15,176           | 7,666            | [ * 7 ]  |
| 2007年（平成19年） | 15,383           | 7,781            | [ * 8 ]  |
| 2008年（平成20年） | 17,511           | 8,813            | [ * 9 ]  |
| 2009年（平成21年） | 17,933           | 8,986            | [ * 10 ] |
| 2010年（平成22年） | 17,915           | 9,009            | [ * 11 ] |
| 2011年（平成23年） | 17,439           | 8,776            | [ * 12 ] |
| 2012年（平成24年） | 17,468           | 8,770            | [ * 13 ] |
| 2013年（平成25年） | 18,097           | 9,079            | [ * 14 ] |
| 2014年（平成26年） | 18,223           | 9,114            | [ * 15 ] |
| 2015年（平成27年） | 18,381           | 9,192            | [ * 16 ] |
| 2016年（平成28年） | 18,781           | 9,396            | [ * 17 ] |
| 2017年（平成29年） | 18,847           | 9,409            | [ * 18 ] |
| 2018年（平成30年） | 18,901           | 9,431            | [ * 19 ] |
| 2019年（令和元年） | 19,146           | 9,546            | [ * 20 ] |
| 2020年（令和02年） | 14,379           | 7,174            |          |
| 2021年（令和03年） | 15,539           | 7,744            |          |
| 2022年（令和04年） | 16,367           | 8,146            |          |
| 2023年（令和05年） | 17,097           | 8,480            |          |

備考

## 駅周辺
周辺には住宅地や団地・高校・大型電器店・ファミリーレストランがあり、戦前から栄えていた場所である。太平洋戦争直前から終戦後にかけては、汲沢団地付近に2代目戸塚競馬場が存在していた。また戦後の数年間は日産重工業（現 日産自動車）が戸塚競馬場の北側（現 日産プリンス神奈川販売戸塚踊場店付近）に戸塚工場を開設していたが、戸塚区柏尾町にあった樫尾工場とともに鶴見工場に吸収されて閉鎖した。
- ヤマダデンキ家電住まいる館YAMADA戸塚店
- 松屋踊場店
- 踊場公園
  - ログハウス「にゃんぱく砦」
- 横浜市立戸塚高等学校
- 横浜市立戸塚中学校
- 踊場駅前郵便局
- 横浜市踊場地区センター

## バス路線
踊場
- 3番出入口前
  - 神奈川中央交通
    - 戸58 - 立場ターミナル行（中田経由）
    - 戸61 - 上飯田車庫行（立場駅・いちょう団地経由）
    - 戸64 - いちょう団地行（立場駅経由）
    - 戸79 - 弥生台駅行（戸塚斎場経由）
- 4番出入口前
  - 神奈川中央交通
    - 戸58・戸61・戸64 - 戸塚バスセンター行
    - 戸79 - 戸塚バスセンター行（急行）

## 隣の駅
横浜市営地下鉄
 ブルーライン（1号線）
■快速・■普通
中田駅（B04） - 踊場駅（B05） - 戸塚駅（B06）